# Anatoli Iwanowitsch Malzew
Anatoli Iwanowitsch Malzew (russisch Анатолий Иванович Мальцев, wiss. Transliteration Anatolij Ivanovič Mal'cev; im Englischen transkribiert Anatoly Ivanovich Malcev; * 14.jul. / 27. November 1909greg. in Mischeronski bei Schatura; † 7. Juli 1967 in Nowosibirsk) war ein russischer Mathematiker und Logiker.

## Leben
Er studierte von 1927 bis 1931 Mathematik in Moskau. Am Steklow-Institut war er von 1934 bis 1937 Aspirant, von 1939 bis 1941 Doktorand und von 1942 bis 1960 wissenschaftlicher Mitarbeiter. 1941 promovierte er als Doktor der physikalisch-mathematischen Wissenschaften. 1958 nahm ihn die Akademie der Wissenschaften der UdSSR als Vollmitglied auf. 
Von 1932 bis 1960 wirkte er auch als Assistent, danach als Dozent und ab 1943 als Professor für höhere Algebra am Pädagogischen Institut in Iwanowo. Ab 1960 leitete er die Sektion Algebra am Mathematischen Institut der sibirischen Abteilung der AdW der UdSSR und den Lehrstuhl für Algebra und Mathematische Logik der dortigen Staatlichen Universität.
1966 hielt er einen Plenarvortrag auf dem Internationalen Mathematikerkongress in Moskau (On some questions on the border of algebra and logic).
Zu seinen Doktoranden zählt Juri Leonidowitsch Jerschow. Seine letzte Aspirantin war Larissa Lwowna Maximowa.
Von 1954 bis 1962 war er Mitglied des Obersten Sowjet der UdSSR.
Seit 1992 vergibt die Russische Akademie der Wissenschaften den Malzew-Preis für herausragende mathematische Leistungen.

## Werk
Seine Hauptarbeitsgebiete waren die Algebra und die Modelltheorie. Zahlreiche grundlegende Resultate zur Theorie der Gruppen und Ringe, zur Theorie der Lie-Gruppen und zur topologischen Algebra gehen auf ihn zurück. Insbesondere leistete er wesentliche Beiträge zur Lösung des 5. Hilbertschen Problems, der Begründung der Lieschen Theorie der kontinuierlichen Transformationsgruppen möglichst ohne Differenzierbarkeitsvoraussetzungen.
Seine Arbeiten zur Theorie der algebraischen Systeme betreffen das Grenzgebiet von Algebra und Logik, das man seit etwa 1960 als Modelltheorie bezeichnet und zu dessen Begründern Malzew gehörte. Von ihm stammt u. a. die erste Verwendung des Kompaktheitssatzes der mathematischen Logik beim Beweis inhaltsreicher Sätze der Gruppentheorie im Jahre 1941.
Zahlreiche Untersuchungen von ihm und der von ihm aufgebauten Nowosibirsker Schule der Modelltheorie hatten Fragen der Axiomatisierbarkeit und Entscheidbarkeit konkreter algebraischer Strukturklassen zum Gegenstand. Er war der Begründer einer Theorie konstruktiver Algebren, in der eine Verbindung von Ideen und Methoden der Rekursionstheorie mit solchen der universellen Algebra hergestellt wird.
Malzew gab bereits 1936 eine allgemeine Formulierung des Kompaktheitssatzes. Er befasste sich eingehend mit der Rekursionstheorie und entwickelte hier insbesondere eine Theorie nummerierter Mengen und Algebren.

## Schriften
- Untersuchungen aus dem Gebiete der mathematischen Logik. In: Математический Сборник. Band 43 = Neue Serie Band 1, Nr. 3, 1936, ZDB-ID 2550625-0, S. 323–336, (Digitalisat).
- Основы Линейной Алгебры. ОГИЗ, Moskau u. a. 1948, (englisch: Foundations of Linear Algebra. W. H. Freeman & Company, San Francisco CA u. a. 1963).
- Алгоритмы и Рекурсивные Функции. Наука, Moskau 1965, (deutsch: Algorithmen und rekursive Funktionen. (= Logik und Grundlagen der Mathematik. 13). Vieweg, Braunschweig 1974, ISBN 3-528-08327-1, und:  Akademie-Verlag, Berlin 1974; englisch: Algorithms and recursive functions. Wolters-Noordhoff Publishing, Groningen 1970).
- Алгебраические Системы. Наука, Moskau 1970, (englisch: Algebraic systems (= Die Grundlehren der mathematischen Wissenschaften in Einzeldarstellungen. 192). Springer, Berlin u. a. 1973, ISBN 3-540-05792-7, und:  Akademie-Verlag, Berlin 1973).
- The metamathematics of algebraic systems. Collected Papers: 1936–1967 (= Studies in Logic and the Foundations of Mathematics. 66). North-Holland, Amsterdam u. a. 1971, ISBN 0-7204-2266-3 (Zusammenfassung seiner Arbeiten der Logik und der Metamathematik von 1936 bis 1967).